# Arsácio (guarda dos leões imperiais)
Arsácio (em latim: Arsacius) foi um oficial romano de origem persa do começo ou meados do século IV, ativo sob o imperador Licínio (r. 308–624). Era um antigo soldado e guardador dos leões imperiais. Sob Licínio professor o cristianismo e abandonou seu serviço para enclausurar-se numa torre na Nicomédia, onde previu o terremoto de 358 e foi morto quando ele aconteceu.